# Affrico
L'Affrico è un torrente tributario di destra del fiume Arno. Gravemente inquinato e con un regime spiccatamente torrentizio, la sua importanza a fini pescatori è nulla.

## Storia
Il nome Affrico è presente in un poemetto del Boccaccio, il Ninfale fiesolano, così come quello del Mensola, il vicino torrente che dalle pendici fiesolane si getta in Arno presso Rovezzano: Africo era un pastore invaghito e corrisposto di Mensola, un'ancella della dea Diana, la quale, una volta scoperto il loro amore, li tramutò in torrenti.
La zona dell'Affrico è abitata fin dall'antichità; il ritrovamento lungo la sua valle di resti sepolcrali di incerta datazione, che erano stati ricondotti a un'ipotetica necropoli preromanica, aveva fatto pensare per un certo tempo a una possibile colonizzazione etrusca dell'area fiorentina da parte della vicina Fiesole; tale ipotesi viene ora smentita dai più, ritenendosi che tali reperti costituiscano più probabilmente resti di sepolcreti isolati, non necessariamente in correlazione ad un insediamento abitativo etrusco, o comunque che possano essere datati all'epoca della Florentia romana.

## Geografia e territorio

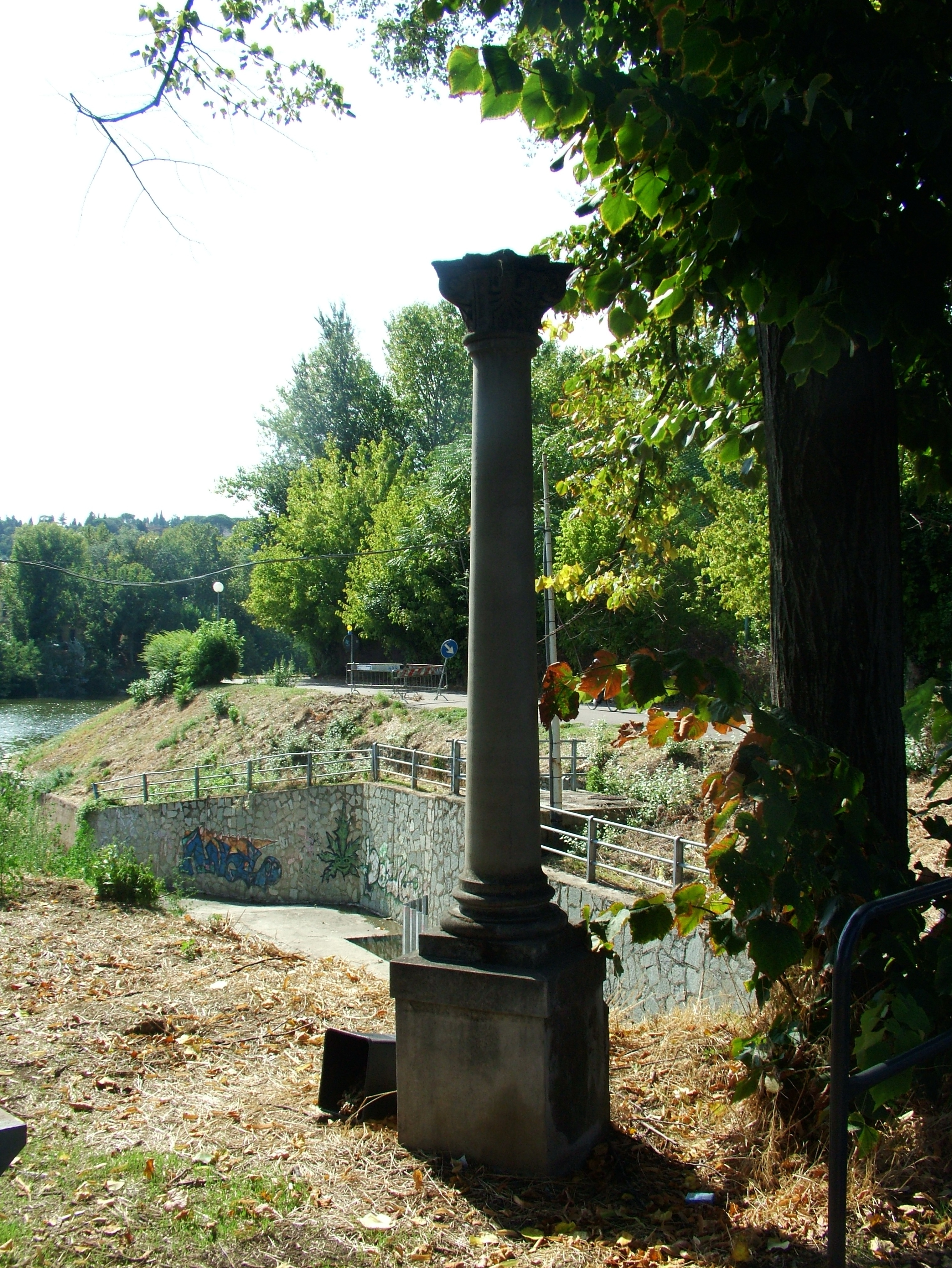
La colonna alla fine del corso dell'Affrico

Il corso di pochi chilometri dell'Affrico bagna una piccola parte della periferia fiorentina. Il torrente nasce poco sopra via delle Fontanelle a San Domenico di Fiesole, e raccogliendo le acque di piccoli fossi della collina di Camerata scende fino al largo del Salviatino, per poi interrarsi per la maggior parte del suo corso, e infine sfociare nell'Arno a monte del Ponte San Niccolò.
Nel tratto scoperto, il torrente scorre in un piccolo letto posto lateralmente rispetto alla carreggiata della stretta e tortuosa via Lungo l'Affrico, nella piccola valle tra Camerata e Maiano, passando accanto alla Villa Il Palmerino, abitazione della scrittrice inglese Vernon Lee.
A seguito dei lavori di interramento del suo alveo, a valle del ponte del Salviatino la sede del suo letto è stata trasformata in una lunga e stretta striscia verde che taglia il quartiere di Campo di Marte: dal Salviatino fino alla ferrovia (in corrispondenza del cavalcavia di piazza Alberti) ha le caratteristiche di una lunga aiuola spartitraffico, rialzata rispetto al piano stradale per la deposizione dei materiali di riporto originati dai lavori di interramento del torrente, e sul quale è presente un'abbondante vegetazione arborea (per lo più pini); nel tratto dalla ferrovia fino all'Arno il giardino, delimitato da siepi di alloro ospita una pista ciclabile, panchine e un parco giochi attrezzato.
Il torrente vede nuovamente la luce, dopo 3 km sottoterra, all'altezza del lungarno Colombo. Nel 1956 è stata posta alla confluenza tra Affrico e Arno una colonna recante l'iscrizione "Il torrente Affrico cantato da Giovanni Boccaccio dalla sorgiva Fiesole qui si getta nell'Arno".
L'area circostante allo sbocco del tubone sotterraneo è stato oggetto di incuria ed abbandono per molti anni; vi sorgeva tra l'altro un campo nomadi abusivo dove abitavano, in baracche fatiscenti, circa 40 persone; questo è stato infine smantellato, per ordine dell'allora sindaco Leonardo Domenici, nel settembre 2006, per far posto all'edificio che ospiterà il nucleo sommozzatori dei Vigili del Fuoco.